# Pandu (Java)
Pandu is een bestuurslaag in het regentschap Gresik van de provincie Oost-Java, Indonesië. Pandu telt 1743 inwoners (volkstelling 2010).